# 何日华
何日华（英語：Ho Rih Hwa，1917年—1999年8月28日），新加坡企业家、外交官。

## 生平
祖籍广东新会，出生于新加坡。1928年，他前往广州岭南大学中学部学习。后赴日本留学，就读于东京水产讲习所。1937年抗日战争爆发后，他回到广州岭南大学学习。次年日军侵占广州前，随岭南大学前往香港。1939年，他经泰国、越南赴昆明，就读于金陵大学农业系。毕业后，他于1944年前往美国康奈尔大学留学。次年转入哈佛大学，并于1946年获硕士学位。期间，他与在康奈尔大学时认识的同学李廉凤成婚。
此后，何日华进入了其岳父李国钦主持的华昌公司。李国钦派何日华前往东南亚发展公司业务。1961年岳父去世后，他在曼谷创立了新的华昌国际公司，并出任董事会主席。1970年起公司迁至新加坡。同时，他还出任新加坡外交官。他于1967年任新加坡驻泰国大使，1972年调任新加坡驻比利时大使，后又兼任驻欧洲共同市场首席代表、驻联邦德国大使、驻联合国代表。期间，他曾获颁新加坡公共服务星章（1969年）、功绩奖章（1973年）。
1976年，何日华卸任公职后回到华昌公司。1981年，他因中风而退居二线，任命长子何光平主持华昌公司业务。1991年，他出版了自传《食盐》（Eating Salt）。
1999年8月28日，何日华在新加坡逝世，终世82岁。

## 家庭
何日华与妻子李廉凤共育有两子一女。其中长女何明方为著名作家，长子何光平是著名企业家、悦榕控股创始人， 次子何光正则是一名建筑师。